# Jiří Lehečka
Jiří Lehečka (ur. 8 listopada 2001 w Mladej Boleslavi) – czeski tenisista, zwycięzca juniorskiego Wimbledonu 2019 w grze podwójnej, reprezentant kraju w rozgrywkach Pucharu Davisa.

## Kariera tenisowa
W 2019 roku, startując w parze z Jonášem Forejtekiem, wygrał juniorski Wimbledon w grze podwójnej. W finale czeska para pokonała debel Liam Draxl-Govind Nanda 7:5, 6:4.
W karierze zwyciężył w jednym singlowym turnieju cyklu ATP Tour z dwóch rozegranych finałów. Ponadto osiągnął finał jednego turnieju tej rangi w grze podwójnej. Ponadto wygrał w trzech singlowych i trzech deblowych turniejach cyklu ATP Challenger Tour. Lehečka ma na swoim koncie również zwycięstwa w trzech singlowych oraz jednym deblowym turnieju rangi ITF.
W rankingu gry pojedynczej najwyżej był na 23. miejscu (15 stycznia 2024), a w klasyfikacji gry podwójnej na 144. pozycji (15 stycznia 2024).

### Historia występów wielkoszlemowych w grze pojedynczej
Legenda
     W, wygrany turniej
     F, przegrana w finale
     SF, przegrana w półfinale
     QF, przegrana w ćwierćfinale
     xR, przegrana w x rundzie
     Qx, przegrana w x rundzie kwalifikacji
     A, brak startu
     NH, turniej nie odbył się
| Turniej         | 2020 | 2021 | 2022 | 2023 | 2024 | Tytuły | Z–P   |
| --------------- | ---- | ---- | ---- | ---- | ---- | ------ | ----- |
| Australian Open | A    | A    | 1R   | QF   | 2R   | 0 / 3  | 5 – 3 |
| French Open     | A    | A    | 1R   | 2R   | A    | 0 / 2  | 1 – 2 |
| Wimbledon       | NH   | A    | 1R   | 4R   | A    | 0 / 2  | 3 – 2 |
| US Open         | A    | Q3   | 1R   | 1R   |      | 0 / 2  | 0 – 2 |
|                 |      |      |      |      |      |        |       |
| Bilans spotkań  | 0–0  | 0–0  | 0–4  | 8–4  | 1–1  | 0 / 9  | 9 – 9 |

### Finały w turniejach ATP Tour
| Legenda                                      |
| -------------------------------------------- |
| Wielki Szlem                                 |
| Igrzyska olimpijskie                         |
| Tennis Masters Cup / ATP Finals              |
| ATP Masters Series / ATP Tour Masters 1000   |
| ATP International Series Gold / ATP Tour 500 |
| ATP International Series / ATP Tour 250      |

#### Gra pojedyncza (1–1)
| Końcowy wynik | Nr | Data             | Turniej       | Nawierzchnia | Przeciwnik     | Wynik finału  |
| ------------- | -- | ---------------- | ------------- | ------------ | -------------- | ------------- |
| Finalista     | 1. | 26 sierpnia 2023 | Winston-Salem | Twarda       | Sebastián Báez | 4:6, 3:6      |
| Zwycięzca     | 1. | 13 stycznia 2024 | Adelaide      | Twarda       | Jack Draper    | 4:6, 6:4, 6:3 |

#### Gra podwójna (0–1)
| Końcowy wynik | Nr | Data            | Turniej | Nawierzchnia | Partner      | Przeciwnicy                | Wynik finału      |
| ------------- | -- | --------------- | ------- | ------------ | ------------ | -------------------------- | ----------------- |
| Finalista     | 1. | 25 czerwca 2023 | Londyn  | Trawiasta    | Taylor Fritz | Ivan Dodig Austin Krajicek | 4:6, 7:6(5), 3–10 |

### Zwycięstwa w turniejach ATP Challenger Tour

#### Gra pojedyncza
| Końcowy wynik | Nr | Data             | Turniej   | Nawierzchnia | Przeciwnik             | Wynik finału  |
| ------------- | -- | ---------------- | --------- | ------------ | ---------------------- | ------------- |
| Zwycięzca     | 1. | 25 lipca 2021    | Tampere   | Ceglana      | Nicolás Kicker         | 5:7, 6:4, 6:3 |
| Zwycięzca     | 2. | 26 września 2021 | Bukareszt | Ceglana      | Filip Horanský         | 6:3, 6:2      |
| Zwycięzca     | 3. | 7 sierpnia 2022  | Liberec   | Ceglana      | Nicolás Álvarez Varona | 6:4, 6:4      |

#### Gra podwójna
| Końcowy wynik | Nr | Data             | Turniej  | Nawierzchnia  | Partner      | Przeciwnicy                           | Wynik finału   |
| ------------- | -- | ---------------- | -------- | ------------- | ------------ | ------------------------------------- | -------------- |
| Zwycięzca     | 1. | 27 czerwca 2021  | Mediolan | Ceglana       | Vít Kopřiva  | Dustin Brown Tristan-Samuel Weissborn | 6:4, 6:0       |
| Zwycięzca     | 2. | 1 sierpnia 2021  | Poznań   | Ceglana       | Zdeněk Kolář | Karol Drzewiecki Aleksandar Vukic     | 6:4, 3:6, 10–5 |
| Zwycięzca     | 3. | 6 listopada 2021 | Bergamo  | Twarda (hala) | Zdeněk Kolář | Lloyd Glasspool Harri Heliövaara      | 6:4, 6:4       |

### Finały juniorskich turniejów wielkoszlemowych

#### Gra podwójna (1–0)
| Końcowy wynik | Nr | Data          | Turniej           | Nawierzchnia | Partner        | Przeciwnicy             | Wynik finału |
| ------------- | -- | ------------- | ----------------- | ------------ | -------------- | ----------------------- | ------------ |
| Zwycięzca     | 1. | 14 lipca 2019 | Wimbledon, Londyn | Trawiasta    | Jonáš Forejtek | Liam Draxl Govind Nanda | 7:5, 6:4     |